# 바오밥나무속
바오밥나무속(baobab--屬, Adansonia)은 아욱과에 속하는 속이다. 8종의 나무가 포함되는데 6종은 마다가스카르 섬이 원산지이며, 1종은 아프리카 본토와 아라비아반도, 1종은 오스트레일리아가 원산지이다. 바b오밥나무(A. digitata)는 마다가스카르에서도 자라지만, 원산지는 아니다.
긴통에 물을 머믐고있다.

## 종
- 바오밥나무(A. digitata) L. – 아프리카 서부, 북동부, 중부, 남부, 아라비아 반도의 오만과 예멘
- 그란디디에바오밥나무 또는 자이언트바오밥나무(A. grandidieri) Baill. – 마다가스카르
- 호주바오밥나무(A. gregorii) F.Muell., syn. A. gibbosa – 북서부 오스트레일리아
- 마다가스카르바오밥나무(A. madagascariensis) Baill. – 마다가스카르
- 페리에바오밥나무(A. perrieri) Capuron – 마다가스카르 북부
- 포니바오밥나무(A. rubrostipa) Jum. & H.Perrier syn. A. fony – 마다가스카르
- 수아레즈바오밥나무(A. suarezensis H.Perrier – 마다가스카르
- 자바오밥나무(A. za) Baill. – 마다가스카르[1]

식물원의 바오밥나무
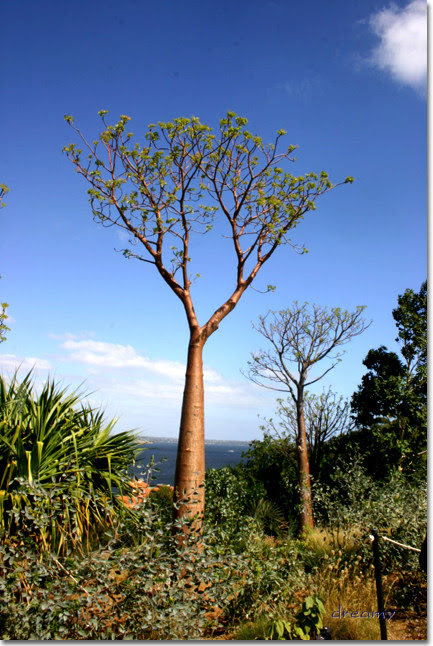
오스트레일리아, 퍼스, 킹스공원에 있는 바오밥나무
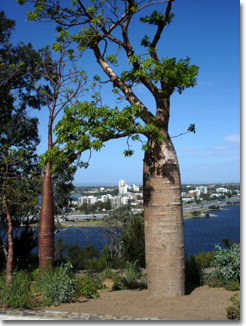
오스트레일리아, 퍼스, 킹스공원에 있는 바오밥나무